# Nicolò de Amato
Nicolò de Amato (* 31. Dezember 1701 in Barletta; † 31. August 1789) war ein italienischer römisch-katholischer Bischof.
De Amato empfing am 23. Dezember 1724 die Priesterweihe. Er wurde am 21. Juli 1749 zum Bischof von Lacedonia ernannt.